# دیتمانسرید
دیتمانسرید (به آلمانی: Dietmannsried) یک شهر در آلمان است که در ابرالاگوی واقع شده‌است. دیتمانسرید ۷٬۹۵۰ نفر جمعیت دارد.

## خواهرخوانده
شهر Carry-le-Rouet خواهرخواندهٔ دیتمانسرید هست.